# 蒙塔尼亚克 (加尔省)
蒙塔尼亚克（法語：Montagnac，法語發音：[mɔ̃taɲak]）是法国加尔省的一个市镇，位于该省中部偏西，属于尼姆区。

## 地理
蒙塔尼亚克（43°56'14"N, 4°8'53"E）面积8.68 平方千米，位于法国奧克西塔尼大區加尔省，该省份为法国南部沿海省份，南端濒地中海，北起顺时针与阿尔代什省、沃克吕兹省、罗讷河口省、埃罗省、阿韦龙省和洛泽尔省接壤。
与蒙塔尼亚克接壤的市镇（或旧市镇、城区）包括：艾格勒蒙、丰斯、莫雷萨尔格、蒙蒂尼亚尔格、穆莱藏、圣博泽利、圣热涅斯-德马尔瓜雷斯。

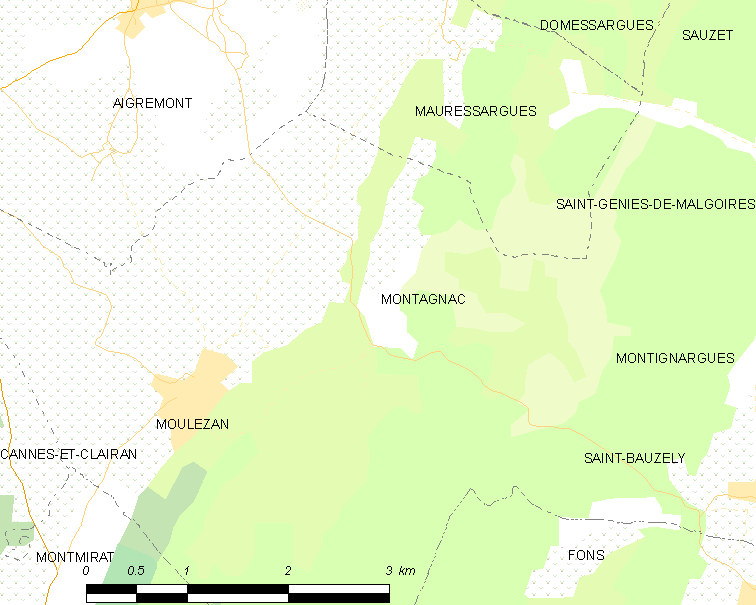
的OSM定位图

蒙塔尼亚克的时区为UTC+01:00、UTC+02:00（夏令时）。

## 行政
蒙塔尼亚克的邮政编码为30350，INSEE市镇编码为30354。

## 政治
蒙塔尼亚克所属的省级选区为基萨克县。

## 人口

1962-2008年间人口变化图示

蒙塔尼亚克于2022年1月1日时的人口数量为233人。